# Élections sénatoriales de 2020 dans l'État de Washington
Les élections sénatoriales de 2020 dans l'État de Washington ont lieu le 3 novembre 2020 afin d'élire les 63 membres du Sénat de l'État américain de Washington.

## Système électoral
Le Sénat de l'État de Washington est la chambre haute de son parlement bicaméral. Il est composé de 49 sièges pourvus pour quatre ans mais renouvelé par moitié tous les deux ans au scrutin uninominal majoritaire à un tour dans autant de circonscriptions que de sièges à pourvoir.

## Résultats
| Partis                   | Partis                | Voix | %   | Sièges      | Sièges | Sièges | Sièges      | Sièges        |  |
| Partis                   | Partis                | Voix | %   | Total avant | En jeu | Élus   | Total après | +/-           |  |
| ------------------------ | --------------------- | ---- | --- | ----------- | ------ | ------ | ----------- | ------------- |  |
|                          | Parti démocrate (D)   |      |     | 29          | 12     |        |             |               |  |
|                          | Parti républicain (R) |      |     | 20          | 12     |        |             |               |  |
|                          | Autres partis         |      |     | 0           | 0      |        |             |               |  |
|                          | Indépendants          |      |     | 0           | 0      |        |             |               |  |
|                          |                       |      |     |             |        |        |             |               |  |
| Votes valides            |                       |      |     |             |        |        |             |               |  |
| Votes blancs et nuls     |                       |      |     |             |        |        |             |               |  |
| Total                    | Total                 |      | 100 | 49          | 24     | 24     | 49          | en stagnation |  |
| Abstentions              |                       |      |     |             |        |        |             |               |  |
| Inscrits / participation |                       |      |     |             |        |        |             |               |  |